# Hydrocotyle heteromeria
Hydrocotyle heteromeria är en växtart i släktet Hydrocotyle och familjen araliaväxter.
Arten är en perenn ört som förekommer på Nya Zeeland. Den beskrevs av Achille Richard 1820. Ibland ses den som en varietet av den nordamerikanska arten Hydrocotyle americana.